# Polsko-ruská státní hranice

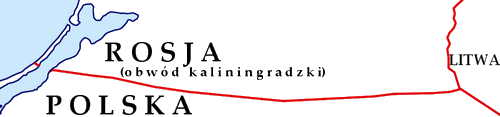
Průběh hranice.

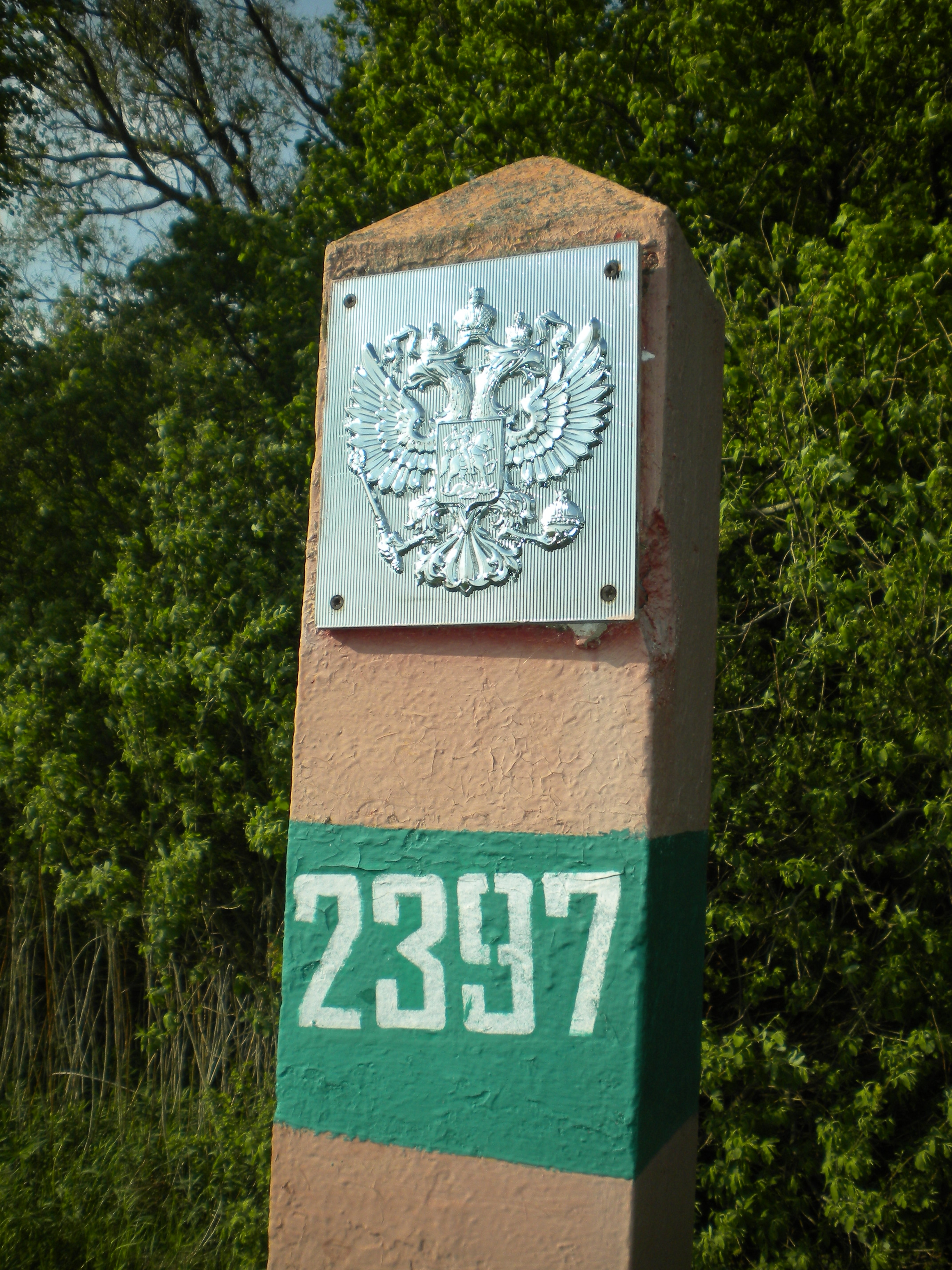
Označení ruského území.

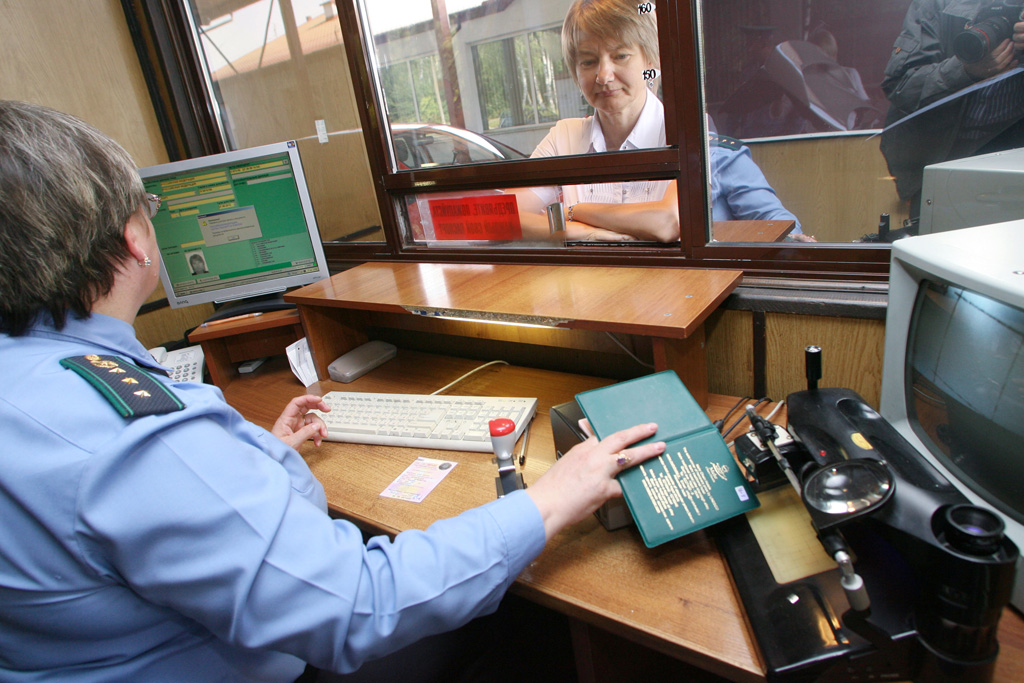
Pasová kontrola z ruské strany.

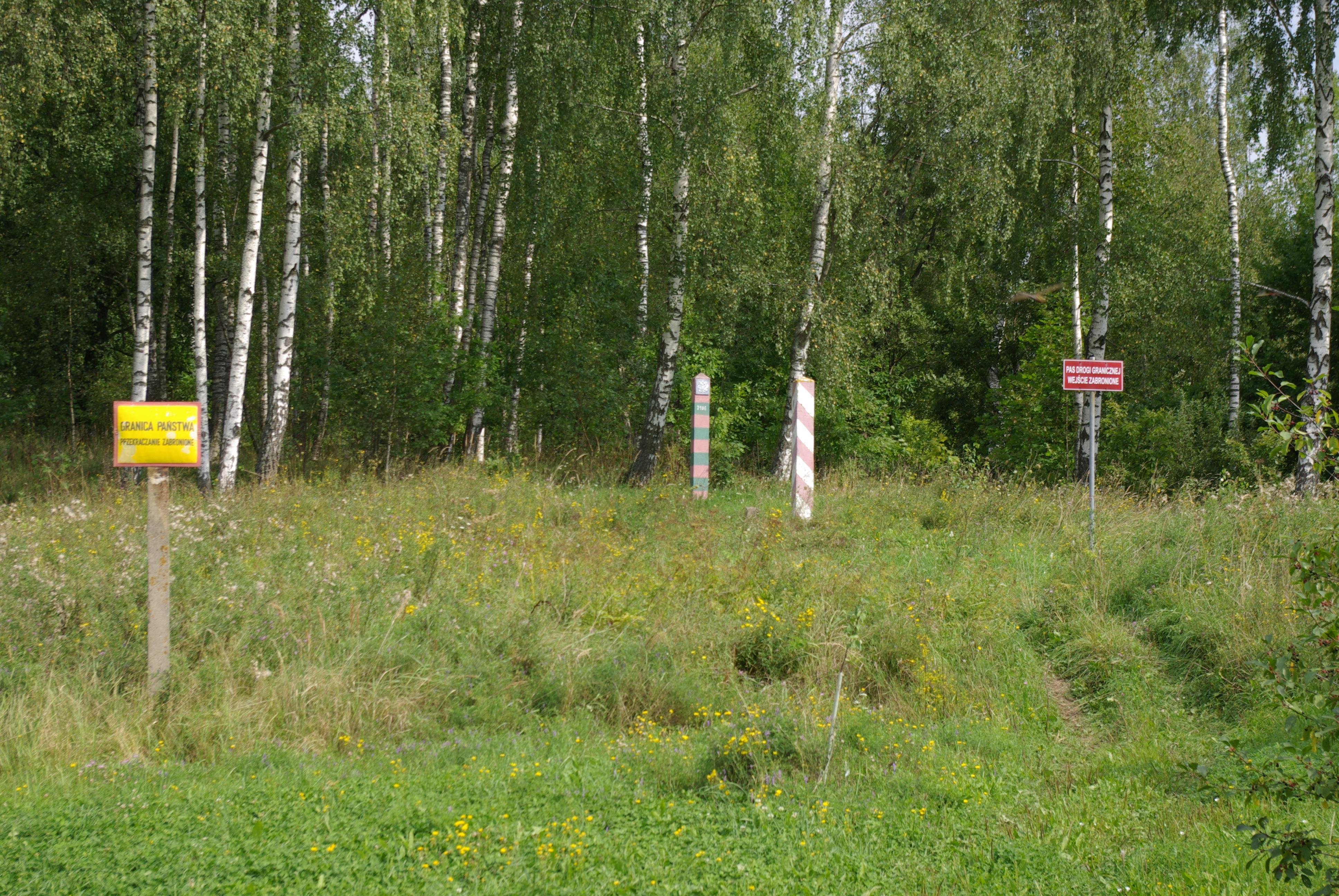
Hranice u města Gołdap.

Polsko-ruská státní hranice představuje severní hranici Polska a jižní hranici Ruska. Hranice není vedena mezi souvislým územím Ruské federace a Polskem, nýbrž s ruskou Kaliningradskou oblastí, která je od území zbytku Ruska oddělena územím Litvy a Běloruska.

## Průběh hranice
Dlouhá je 232 km a je vedena západo-východním směrem; od Baltského moře (hranice překonává Viselskou kosu a Viselský záliv) až k hranicím s Litvou.
Přesněji hranice vede od trojmezí Polska, Ruska a Litvy východním směrem od hraničního kamene č. 1987 na západ podel obcí Wiżajny, Gołdap, Węgorzewo, Bartoszyce a Braniewo. Přes Vislanský záliv přechází mezi hraničními kameny č. 2417 a 2436 a končí u vesnice Piaski na Viselské kose.

## Historie
Polsko a Rusko spolu sdílely hranice od doby, kdy původní Moskevské velkoknížectví ovládla všechna knížectví, která se nacházela mezi ním a Polsko-litevským státem. V letech 1815–1867 (resp. 1912) vedla hranice mezi autonomním Polským královstvím (tzv. Kongresovkou pod vládou ruského cara) a carským Ruskem tokem několika hraničních řek a kopírovala hranici Varšavského knížectví a Ruska. Na severu hranice začínala na prusko-rusko-polském trojmezí (u Smalininkai) a pokračovala řekou Němen (ve směru proti toku) až ke Grodnu, těsně před kterým odbočila a následovala tok řeky Lasosna. Následně hranice pokračovala několik km západním směrem k řece Biebrza, jejímž tokem poté vedla až k ústí Biebrzi do Narewu. Odtud vedla proti toku Narewu po soutok s řekou Liza u města Suraż (jižně od Bělostoku). Poté pokračovala jihozápadním směrem k řece Bug, nejprve tokem Lizy a poté Nurzecem až k jeho ústí do Bugu. Následně hranice pokračovala proti proudu Bugu až k polsko-rusko-rakouskému trojmezí u města Kryłów.
Po první světové válce muselo obnovené Polsko hájit svou nezávislost ve válce se sovětským Ruskem (1919–1921). Válka byla v roce 1921 ukončena Rižským mírem, který na základě polských vojenských úspěchů stanovil polsko-sovětskou hranici na linii: Dzisna–Dokšycy–Sluck–Korec–Ostroh–řeka Zbruč. Hranice byla dlouhá 1407 km. Z hlediska průběhu se hranice relativně blížila hranici mezi Polsko-litevskou unií a Ruskem v letech 1793–1795.
Po druhé světové válce došlo v roce 1945 k posunu sovětsko-polské hranice směrem na západ. Tím byla ustanovena současná hranice mezi Polskem a s ním sousedícími republikami Sovětského svazu (Ruskem, Litvou, Běloruskem a Ukrajinou). Rusko-polská část hranice vznikla rozdělením východního Pruska na dvě části (severní ruskou a jižní polskou) a její průběh odsouhlasily vítězné mocnosti po druhé světové válce na Postupimské konferenci. Přesné vytyčení se uskutečnilo v roce 1957.
Hranice je od roku 2004 externí hranicí Evropské unie a od roku 2007 i externí hranicí Schengenského prostoru. V letech 2012–2016 mohli v rámci tzv. malého pohraničního styku cestovat občané Ruské federace na území Polska i přes to, že by potřebovali pro cestu po celém území EU tzv. Schengenské vízum. V roce 2016 tuto možnost polská vláda jednostranně zrušila.
V roce 2016 byly vyměněny sloupy vytyčující hranici.

Hranice v roce 1701:      Polsko-litevská unie      Rusko
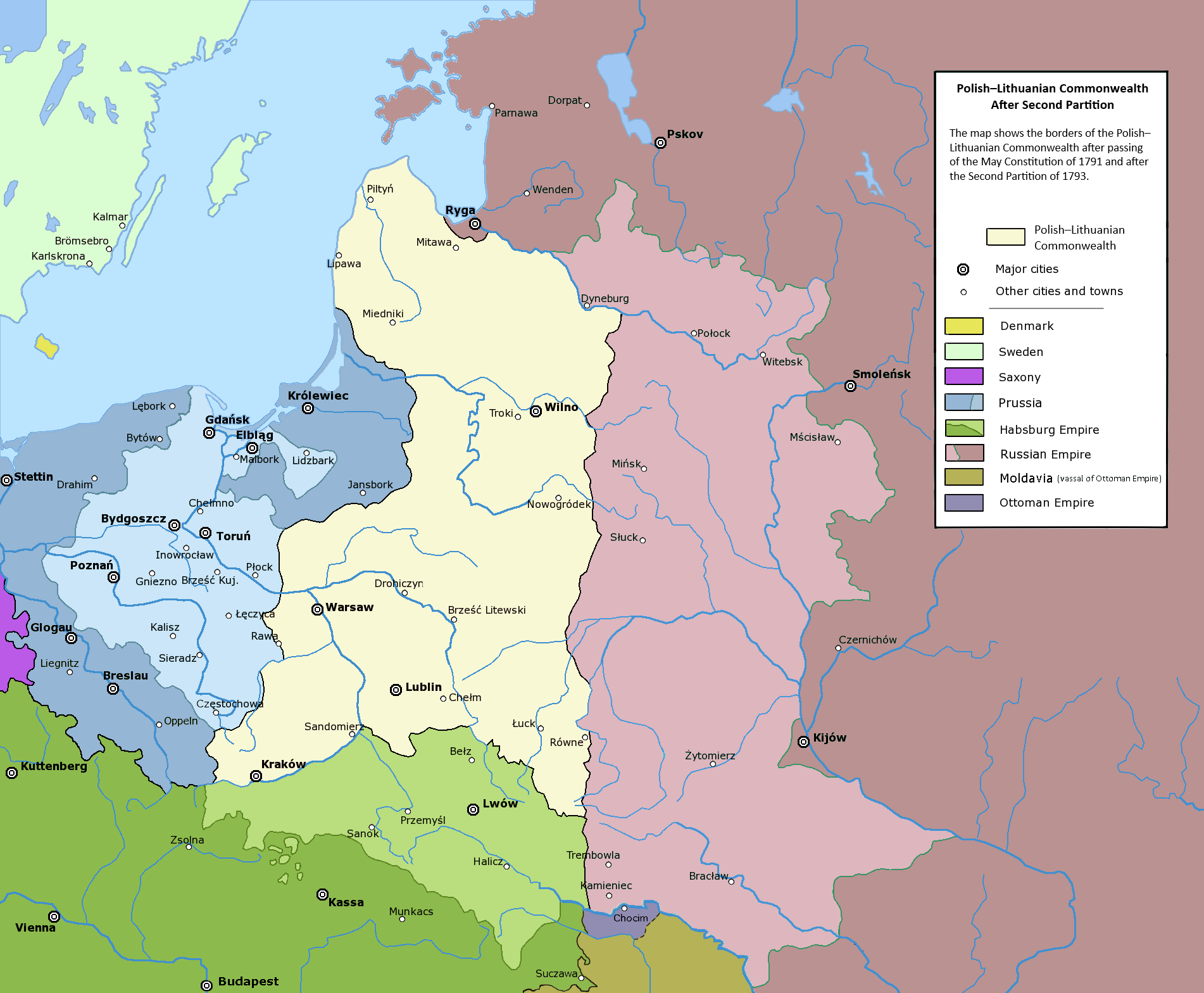
Hranice po 2. dělení Polska (1793)      Polsko-litevská unie      Rusko     Ruskem zabrané území
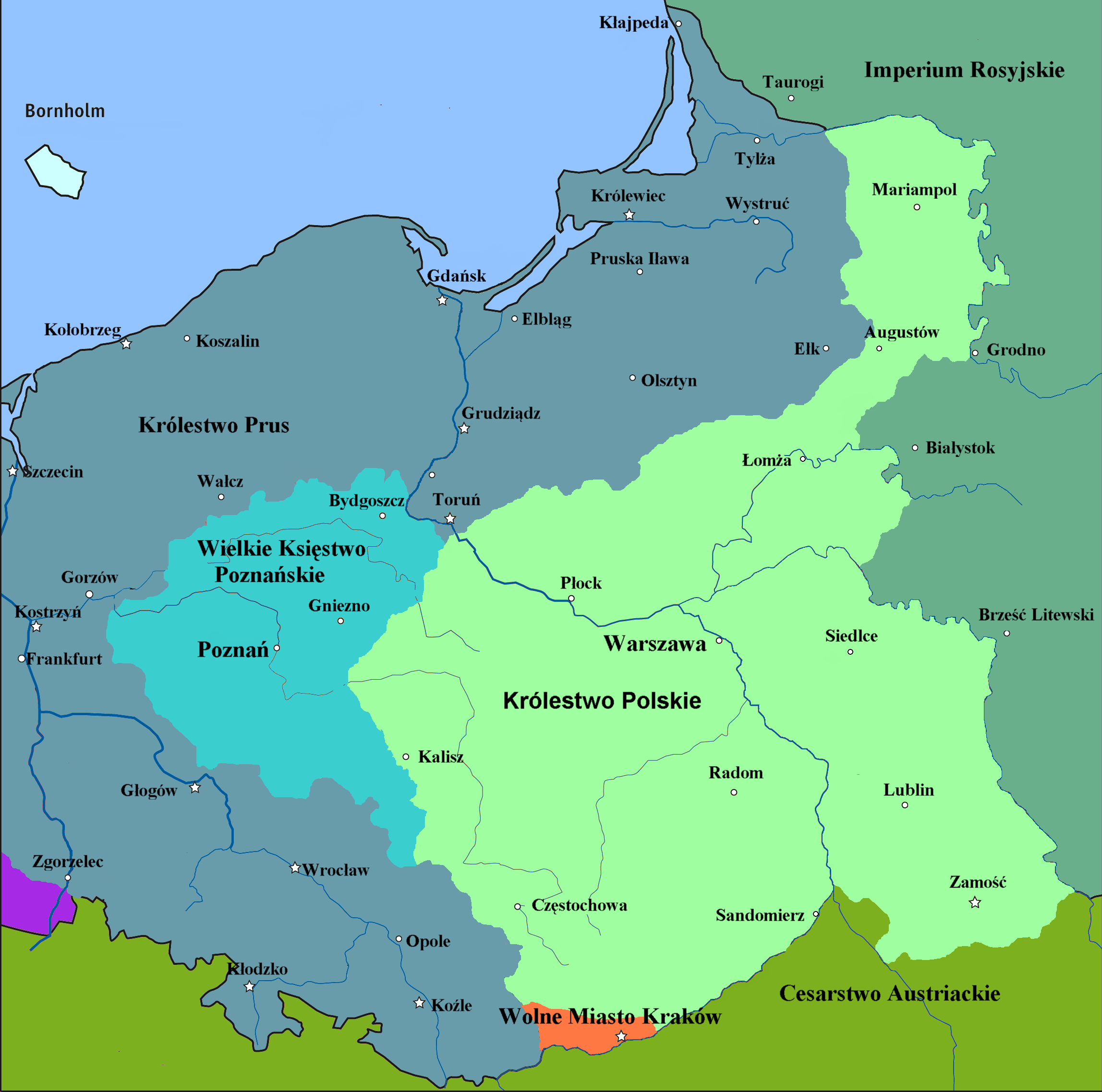
Hranice v letech 1815–1867 resp. 1912      Polsko      Rusko
Hranice v letech 1921–1939      Polsko      Sovětský svaz
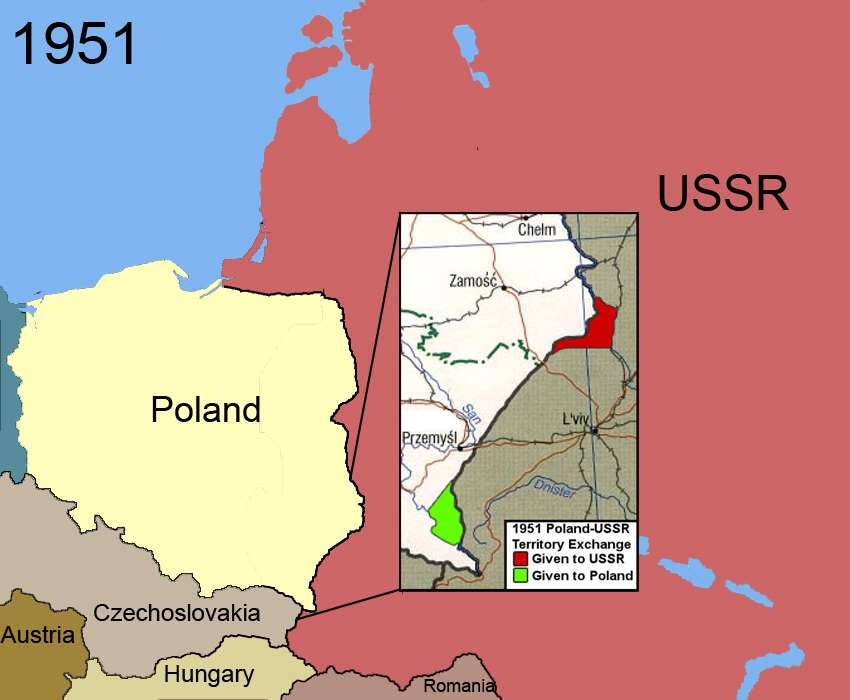
Úprava hranice Polska a SSSR v roce 1951      Polsko      Sovětský svaz

## Hraniční přechody

### Silniční
- Bezledy–Bagrationovsk
- Gołdap–Gusjev
- Gronowo–Mamonovo
- Grzechotki–Mamonovo

### Železniční
- Braniewo–Mamonovo
- Głomno–Bagrationovsk (mimo provoz)
- Skandawa–Železnodorožnyj